# Wołczkowce (rejon tarnopolski)
Wołczkowce (ukr. Вовчківці) – wieś na Ukrainie w rejonie tarnopolskim należącym do obwodu tarnopolskiego.
Do 2020 w rejonie zborowskim.